# Mount Tyndall
Mount Tyndall är ett berg i Australien. Det ligger i regionen  West Coast och delstaten Tasmanien, i den sydöstra delen av landet, omkring 180 kilometer nordväst om delstatshuvudstaden Hobart. Toppen på Mount Tyndall är 1 179 meter över havet, eller 624 meter över den omgivande terrängen. Bredden vid basen är 20,5 km.
Trakten runt Mount Tyndall är nära nog obefolkad, med mindre än två invånare per kvadratkilometer.. Närmaste större samhälle är Queenstown, omkring 17 kilometer söder om Mount Tyndall. 
I omgivningarna runt Mount Tyndall växer i huvudsak städsegrön lövskog. Genomsnittlig årsnederbörd är 2 426 millimeter. Den regnigaste månaden är augusti, med i genomsnitt 307 mm nederbörd, och den torraste är februari, med 103 mm nederbörd.